# الدوري الأدرياتيكي 2007–08
الدوري الأدرياتيكي 2007–08 (بالصربية: Јадранска лига у кошарци 2007/08.)‏ هو الموسم 7 من  الدوري الأدرياتيكي. أقيم خلال الفترة 3 أكتوبر 2007 وحتى 26 أبريل 2008، وأشرف على تنظيمه اتحاد الدوريات الأوروبية لكرة السلة ‏، وكان عدد الأندية المشاركة فيه  14، وفاز فيه نادي بارتيزان لكرة السلة.